# Anochetus strigatellus
Anochetus strigatellus is een mierensoort uit de onderfamilie van de Ponerinae. De wetenschappelijke naam van de soort is voor het eerst geldig gepubliceerd in 1978 door Brown.